# A. J. DeLaGarza
Adolph Joseph DeLaGarza (Bryans Road, 4 november 1987) is een Amerikaans-Guamees betaald voetballer die in 2009 tekende bij Los Angeles Galaxy uit Major League Soccer.

## Biografie

### Jeugd encollege
Hij is geboren in Bryans Road in de Amerikaanse staat Maryland. Zijn vader is van Mexicaanse en Guamese afkomst en zijn moeder is een Indiaanse. Toen DeLaGarza 12 jaar oud was, speelde hij voor DC United U-12 op de Danone Cup in Frankrijk. Verder speelde hij ook voor Baltimore Casa Mia's Boys, waar hij 2 USYSA nationale kampioenschappen mee won. Tijdens zijn highschoolperiode speelde hij voor Henry E. Lackey High School in Indian Head.
DeLaGarza speelde collegevoetbal op de Universiteit van Maryland in College Park en doordat hij Maryland geholpen had met het winnen van het nationale kampioenschap in 2005, kreeg hij de bijnaam College Soccer News Second Team All-Freshman.

### Clubcarrière
DeLaGarza werd in de 2009 MLS SuperDraft in 2e ronde als 19e gekozen door Los Angeles Galaxy. Hij maakte zijn debuut op 22 maart 2009 tegen D.C. United. Door een blessure van rechtsback Sean Franklin kreeg DeLaGarza onverwacht veel speelminuten in z'n eerste jaar. DeLaGarza is sinds 2010 basisspeler bij Los Angeles en won met hen in 2011, 2012 en 2014 de MLS Cup.

### Interlandcarrière
Op 21 januari 2012 maakte DeLaGarza zijn debuut voor het voetbalelftal van de Verenigde Staten in een vriendschappelijke interland tegen Venezuela. Hij speelde de volledige wedstrijd. DeLaGarza besloot in 2013 er echter toch voor te kiezen om uit te komen voor Guam. Op 16 november 2013 maakte hij tegen Laos zijn debuut voor Guam. De wedstrijd eindigde in een 1-1 gelijkspel.
| Interlands van Adolph Joseph DeLaGarza | Interlands van Adolph Joseph DeLaGarza | Interlands van Adolph Joseph DeLaGarza | Interlands van Adolph Joseph DeLaGarza | Interlands van Adolph Joseph DeLaGarza | Interlands van Adolph Joseph DeLaGarza | Interlands van Adolph Joseph DeLaGarza |
| №                                      | Datum                                  | Wedstrijd                              | Uitslag                                | Soort wedstrijd                        | Doelpunten                             | Assists                                |
| Als speler bij Los Angeles Galaxy      | Als speler bij Los Angeles Galaxy      | Als speler bij Los Angeles Galaxy      | Als speler bij Los Angeles Galaxy      | Als speler bij Los Angeles Galaxy      | Als speler bij Los Angeles Galaxy      | Als speler bij Los Angeles Galaxy      |
| -------------------------------------- | -------------------------------------- | -------------------------------------- | -------------------------------------- | -------------------------------------- | -------------------------------------- | -------------------------------------- |
| 1.                                     | 22 januari 2012                        | Verenigde Staten – Venezuela           | 1 – 0                                  | Vriendschappelijk                      | 0                                      | 0                                      |
| 2.                                     | 26 januari 2012                        | Panama – Verenigde Staten              | 0 – 1                                  | Vriendschappelijk                      | 0                                      | 0                                      |
| 3.                                     | 16 november 2013                       | Laos – Guam                            | 1 – 1                                  | Vriendschappelijk                      | 0                                      | 0                                      |
| 4.                                     | 19 november 2013                       | Cambodja – Guam                        | 0 – 2                                  | Vriendschappelijk                      | 0                                      | 0                                      |

Bijgewerkt t/m 30 december 2013
1 Deric ·
2 Fuenmayor ·
3 Lundkvist ·
5 Cabezas ·
6 Struna ·
8 Rodríguez ·
9 Manotas ·
10 Martínez ·
11 McNamara ·
12 Duvall ·
14 Hairston ·
15 Figueroa ·
16 Garcia ·
17 Elis ·
20 DeLaGarza ·
21 Peña ·
22 Vera ·
23 Willis ·
24 Cerén ·
25 Bird ·
26 Nelson ·
27 Boniek García ·
28 McCue ·
29 Junqua ·
31 Quioto ·
Coach: Cabrera
· Assistent-coach: Arnaud